# Epignoma nuchalis
Epignoma nuchalis är en insektsart som först beskrevs av Jacobi 1910.  Epignoma nuchalis ingår i släktet Epignoma och familjen dvärgstritar. Inga underarter finns listade i Catalogue of Life.